# The Diamond Sea
«The Diamond Sea» es una canción y un sencillo de la banda Sonic Youth, publicado en 1995 por los sellos DGC Records y Geffen Records. Es el primer sencillo perteneciente al álbum Washing Machine.

## Video musical
El video musical de la canción fue dirigido por Spike Jonze, Lance Bangs, Dave Markey, Steve Paine, y Angus Wall. En él recopila imágenes en vivo realizada en sus conciertos en el Lollapalooza en 1995.

## Lista de canciones
| N.º   | Título                                             | Duración |  |
| 1.    | «The Diamond Sea» (editada)                        | 5:26     |  |
| 2.    | «My Arena»                                         | 2:15     |  |
| 3.    | «The Diamond Sea» (versión LP - final alternativo) | 25:50    |  |
| 33:31 |                                                    |          |  |

La versión alternativa del tema «The Diamond Sea» es mucho más larga que la lanzada en el álbum, con 19:35 minutos.